# Подорож (фільм, 1993)
«Подорож» (англ. Voyage) — американський телевізійний фільм-трилер 1993 року.

## Сюжет
Морган і Кет, проживши разом 20 років, вирішують вирушити на Мальту на власній яхті — вони колись купили там готель, якого жодного разу не бачили. Моргану, який перніс два інфаркти, спокійне життя повинне було піти на користь. Перед відплиттям на зустрічі випускників школи подружжя зустрічають однокласника Гіла з молодою дружиною. Дізнавшись, що Гілу, який став дантистом, потрібно на Мальту у справах, Морган пропонує підкинути їх до острова. Але присутність Гіла і його молодої дружини на яхті виявляється смертельно небезпечною.

## У ролях
| Актор             | Роль                  |
| ----------------- | --------------------- |
| Рутгер Гауер      | Морган Норвелл        |
| Ерік Робертс      | Гіл Фріланд           |
| Карен Аллен       | Кетрін Норвелл        |
| Конні Нільсен     | Ронні Фріланд         |
| Гейзел Еллербі    | Марія                 |
| Ларрі Пауелл      | ділова людина         |
| Пітер Балдаччіно  | Луї                   |
| Мартін Коррадо    | перший чоловік в барі |
| Джо Зарб Кузен    | другий чоловік в барі |
| Філліс Карлайл    | перша жінка           |
| Сью Еллен Денізен | друга жінка           |
| Бетті Мітчелл     | клієнт бару           |